# Notarkammer Kassel
Die Notarkammer Kassel ist eine Körperschaft in Kassel (Hessen), in der die Notare der Landgerichtsbezirke Kassel, Fulda und Marburg organisiert sind und/oder die ihre Interessen vertritt. Es handelt sich hierbei um eine Berufskammer. Derzeit hat die Notarkammer Kassel 199 Mitglieder (Stand: 1. April 2011).
Die Aufsichtsbehörde ist das Ministerium der Justiz des Landes Hessen.

## Vorstand
- Präsident: Wolf Nottelmann
- Vizepräsident: Roland Zappek

## Geschäftsführung
- Silvia Morancho-Drastik